# Lago Enol
El lago Enol es un pequeño lago de montaña del Principado de Asturias (España), localizado en los Picos de Europa, en la cordillera Cantábrica. Situado a unos 10 km de Covadonga y a unos 25 km de Cangas de Onís, es el mayor de los lagos de Covadonga.
Se encuentra situado a unos 1070 m de altitud, en el macizo occidental o del Cornión (Picos de Europa), teniendo un calado máximo de unos 25 m, con un máximo de longitud de 750 m y una anchura de unos 400 m.

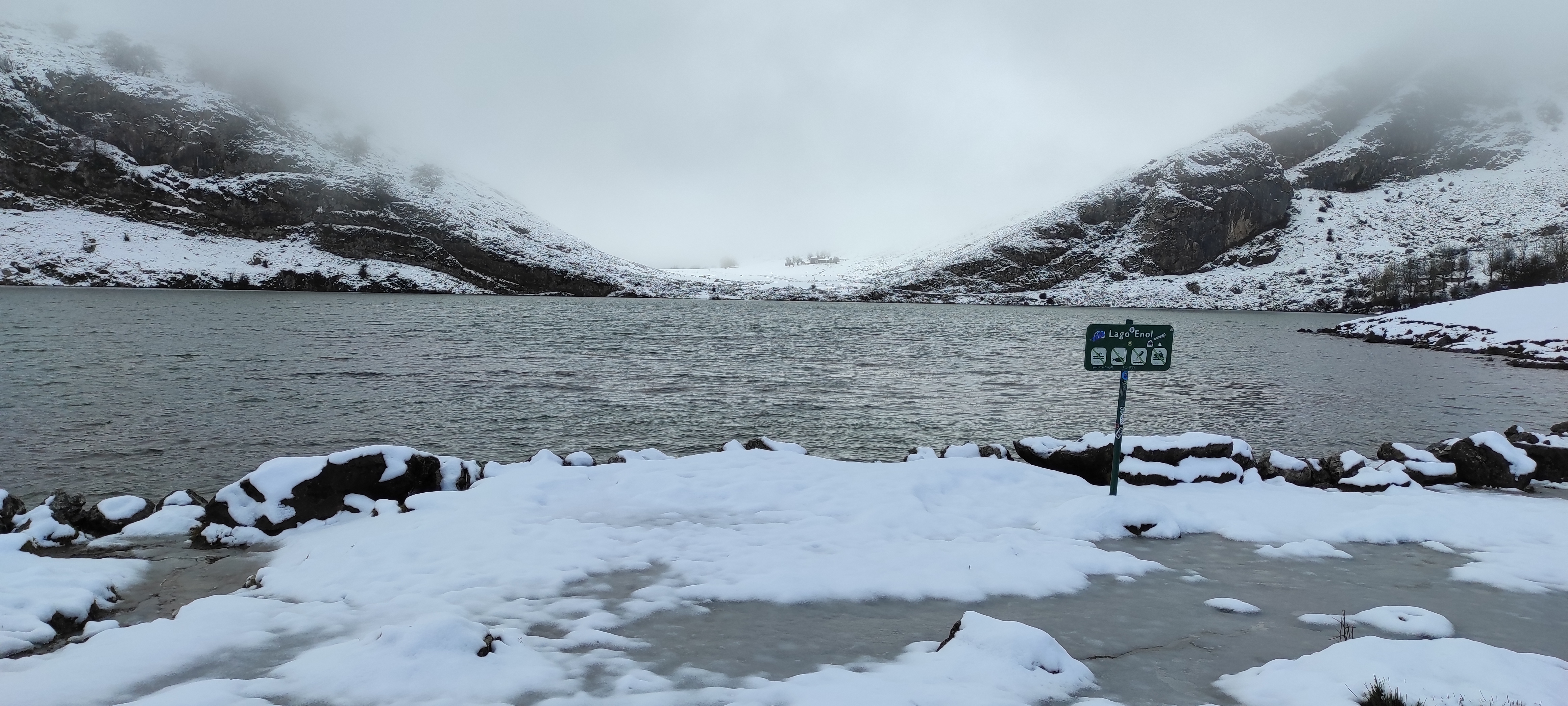
Lago Enol con nieve

## Geología
Es un lago cuya formación es debida a la retirada de un frente glaciar, quedando la morrena frontal como cerrojo.

## Curiosidades
En el lago se encuentra sumergida una imagen de la virgen de Covadonga, que cada 8 de septiembre es elevada para sacarla en procesión.

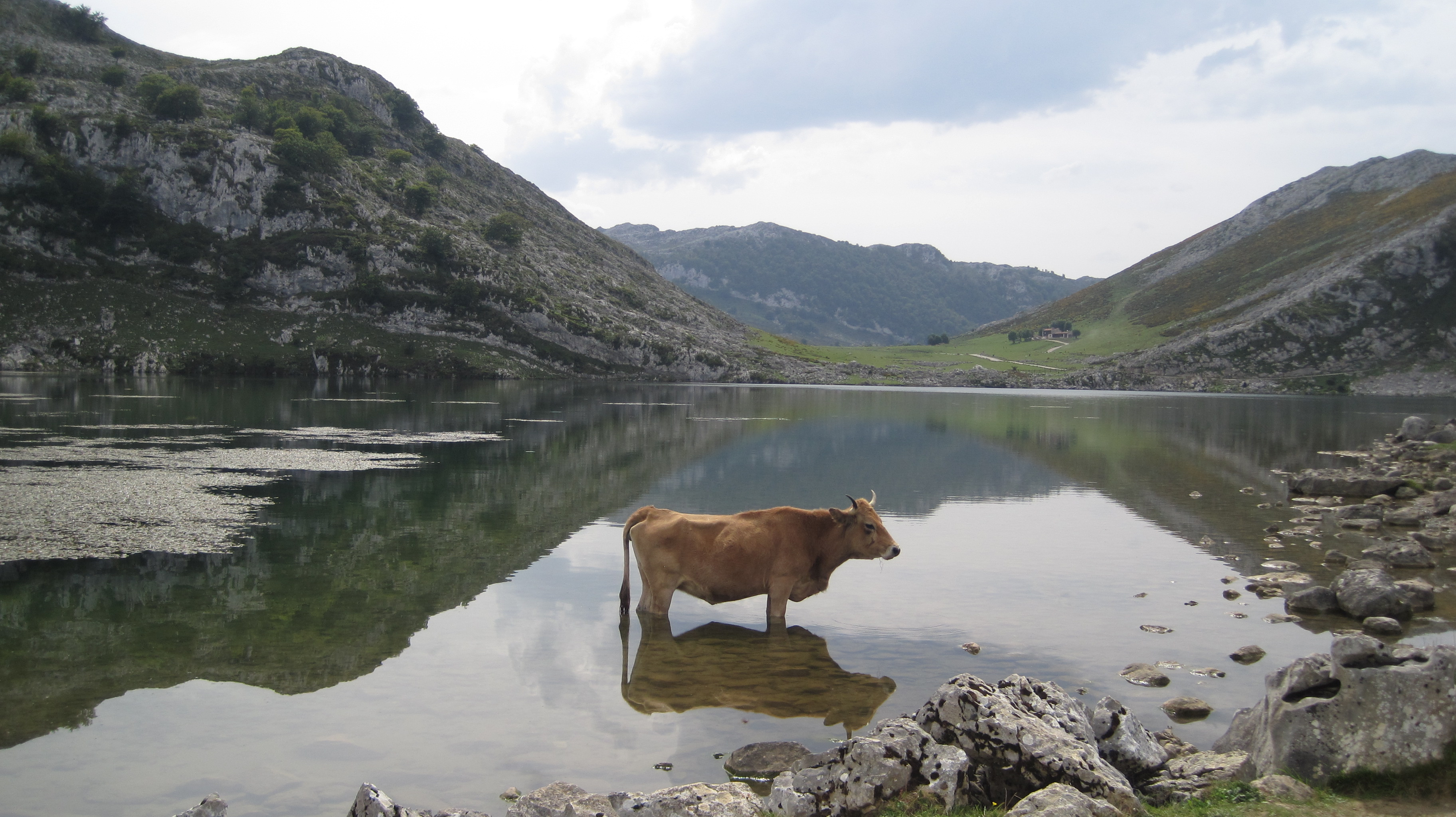
Vista del lago hacia el sur